# Miconia renatogoldenbergii
Miconia renatogoldenbergii é uma espécie vegetal da família Melastomataceae. Tem distribuição nos estados brasileiros do Pará, Mato Grosso e Rondônia.
Pode tomar formato de arbusto e de árvore, atingindo até 4 metros de altura.
A espécie habita áreas de savana em solo rochoso ou arenoso. No estado de Rondônia, M. renatogoldenbergii ocorre no sub-bosque de florestas de terra firme em solo arenoso. Os botões e flores apareceram em material coletado entre abril e junho, e frutos foram vistos em material coletado em setembro.
É similar a outra espécie do gênero Miconia, M. punctata, pois ambas as espécies possuem folhas cartáceas com indumento ferrugíneo lepidoto na face abaxial. Uma das características diagnósticas é que a espécie M. renatogoldenbergii possui ápice foliar mucronado. Além disso, sua inflorescência do tipo tirso tem ramos escorpioides curtos e anteras subuladas, ápice arredondado, deiscente através de um poro apical e com apêndices conectivos cordados.
Em 2020, foi avaliado pelos critérios da União Internacional para a Conservação da Natureza como Menor Preocupação, com baixo risco de extinção, devido a sua grande área de ocorrência.

## Taxonomia
A espécie foi descrita em artigo de 2017, por cientistas do Museu Paraense Emílio Goeldi e da Universidade Estadual de Campinas, analisando material de sete herbários de diversos países. A localidade tipo é a Cachoeira da Luz do Rio Curuá, no Pará, dentro da Reserva Biológica Nascentes da Serra do Cachimbo, onde o holótipo foi coletado em 1983.
O epíteto específico homenageia o botânico Renato Goldenberg, que estuda a família Melastomataceae e publicou vasta literatura sobre o grupo. Além disso, coletou um espécime da espécie em 1997.